# Nicolas Poussin
Nicolas Poussin (Les Andelys, Normandia, 1594. június 15. – Róma, 1665. november 19.) francia barokk festő.

## Életpályája
Poussin elszegényedett, egyszerű nemesi család sarjaként született. Apja a francia királyi hadseregben szolgált. Tanulmányait 16 évesen kezdte Rouenban, majd Párizsban folytatta egészen 1621-ig. A francia királyi udvarhoz közeli ún. „fontainebleau-i festőiskola” művei a korai éveiben nagy hatással voltak rá. Első nagy megbízását 1622-ben kapta, amelynek keretében a párizsi Palais du Luxembourg épületének freskóin dolgozott Philippe de Champaigne-nyel együtt.
Párizsban ismerkedett meg Giambattista Marino költővel is, aki Poussin figyelmét a görög és római mitológiára irányította, különösen Ovidius Metamorfózisára. Poussin később illusztrálta Marino Venusról és Adóniszról írott eposzát is.
1624-ben Rómába költözött, ahol Marino bemutatta Giulio Sacchetti bíborosnak, aki VIII. Orbán pápa unokaöccsének, Francesco Barberininek ajánlotta tovább a fiatal francia festőt. Ekkor ismerkedett meg Jacques Stella és Claude Lorrain festőkkel, továbbá Cassiano del Pozzóval, Barberini kardinális titkárával és a német származású festővel és íróval, Joachim Sandrarttal. Rómában Tiziano és Raffaello művei mellett ókori remekműveket tanulmányozott. 1630-ban feleségül vette Anne Marie Dughet-t, egy Rómában élő francia szakács lányát.
Külföldi festőként eleinte nagy nehézségei voltak Rómában, mivel a legtöbb megbízást a nagy nemesi családok és a pápa adta, akik viszont a már ismert és hazai festőket részesítették előnyben. 1627-ben Giovanni Lorenzo Bernini ajánlására és Barberini közvetítésére, akinek a megrendelésére éppen a híressé vált Germanicus halála című festményen dolgozott, megbízást kapott a Szent Péter-bazilika egyik oltárképének megfestésére, amely Szent Erasmus mártírhalálát ábrázolja, de ez kevés pozitív visszhangot keltett, és Poussin nem kapott több megbízást oltárkép festésére. 1631-ben tagja lett az Accademia di San Luca főiskolának.
XIII. Lajos király meghívására 1641-ben Párizsba ment, ahol fényes fogadtatásban részesült, elhalmozták megrendelésekkel. Ekkor festette az Utolsó vacsorát (St.-Germain-en-Laye kápolna), a Xavéri Szent Ferenc a japánok között-et stb. Rajzokat készített a királyi szőnyeggyár és a Louvre nagy csarnoka falfestményei számára, de megunván ellenségei fondorlatait, 1642. szeptember havában végleg Rómába tért vissza. A következő időben festette legtökéletesebb műveit. 1643-ban készült a Szent Pál látomása (Párizs, Louvre), 1644 és 1648 között készítette el a Hét szentség második sorozatát (London, Bridgewater képtár), ugyanekkor keletkeztek még: a Mózes fölfedezése, a Diogenes, a Salamon ítélete (Louvre), a Polyphemus, a Mózes forrást fakaszt a sziklából (Szentpétervár), A horák tánca (London, Hartforg-House), A Parnasszus (Prado), az Árkádiai pásztorjelenet (Louvre) és számos egyéb festménye, melyekhez az Ó- és Újszövetségből, a mitológiából és az ókori történelemből merített ötletet. Élete vége felé főleg tájképfestéssel foglalkozott.
Követőinek és tanítványainak száma igen nagy, festményei után rendkívül sok metszetet készítettek. Poussinben a franciák méltán egyik legnagyobb festőjüket ünneplik. Korában, amikor a technika tökéletessége volt a fő szempont, és az olasz mesterek utánzása mindenkit magával ragadott, finom művészi érzékkel fordult az ókor és a természet felé, kiválasztván mindazt, ami világos, egyszerű, előkelő francia-klasszikus szellemének megfelelt. A rajzra fektette a fő súlyt, de alakjai sohasem válnak absztrakciókká és színezése, ha nem is ragyogó: egységes, heroikus tájképfestés megalapítása. Szigorú formaérzék és a természet bámulatos ismerete, nagyszerű hangulat és a légtávlat tökéletessége egyesülnek bennük.

## Művei

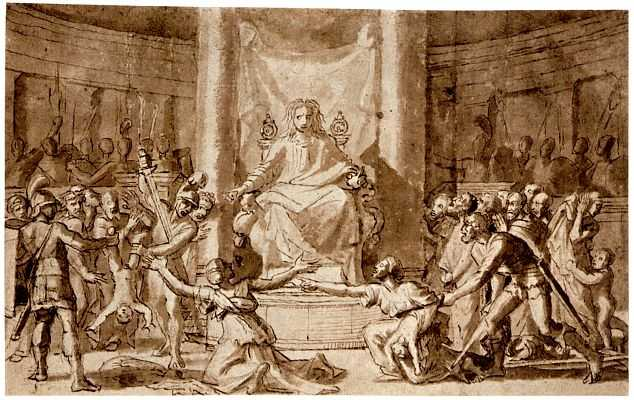
Salamon ítélete (1648–1649)

- 1626 Germanicus halála, Institute of Arts, Minneapolis
- 1626–1627 Parnass, Museo del Prado, Madrid
- 1629 Szent Erasmus mártíriuma, Vatikáni Múzeum, Róma
- 1630 Echo és Nárcisz, Louvre, Párizs
- 1630 Árkádiai pásztorok (Et in Arcadia ego), első változat, Devonshire Collection, Chatsworth
- 1630–32 Flóra győzelme, Louvre, Párizs
- 1631 Flóra birodalma, Staatliche Gemäldegalerie, Drezda
- 1635 Helios és Phaeton, Gemäldegalerie (Berlin)
- 1637–38 Mannagyűjtés, Louvre, Párizs
- 1637–39 Szabin nők elrablása, első változat Louvre-ban, Párizs, második változat Metropolitan Museum of Art kiállításán, New York
- 1643–44 A hét szentség, első sorozat, National Gallery of Art, Washington
- 1642 Tájkép Szent Mátéval, Gemäldegalerie, Berlin
- 1644–48 A hét szentség, második sorozat, National Gallery, Edinburgh
- 1648 Rebeka a kútnál, Louvre, Párizs
- 1648 Tájkép Diogenésszel, Louvre, Párizs
- 1649 Önarckép, Gemäldegalerie, Berlin
- 1649 Önarckép, Louvre, Párizs
- 1649 Salomon ítélete, Louvre, Párizs
- 1649 Tájkép, Ermitázs, Szentpétervár
- 1650–55 Árkádiai pásztorok – koporsófelirat: Et in Arcadia ego, Louvre, Párizs
- 1660–64 A négy évszak, Louvre, Párizs
- 1664 Apolló és Daphne, befejezetlen, Louvre, Párizs